# Hyposmocoma ekemamao
Hyposmocoma ekemamao — вид моли эндемичного гавайского рода Hyposmocoma. 

## Распространение
Обитает на острове Лайсан в районе Гуано-Рок.

## Описание
Размах крыльев 10—10,5 мм. Личинки обитают вдали от берега. Кокон гусеницы — яркого тёмно-коричневого цвета, конической формы, гладкий и сплюснутый, длиной 4,1—7,0 мм. При росте личинки кокон удлиняется в обе стороны.